# 算法統宗

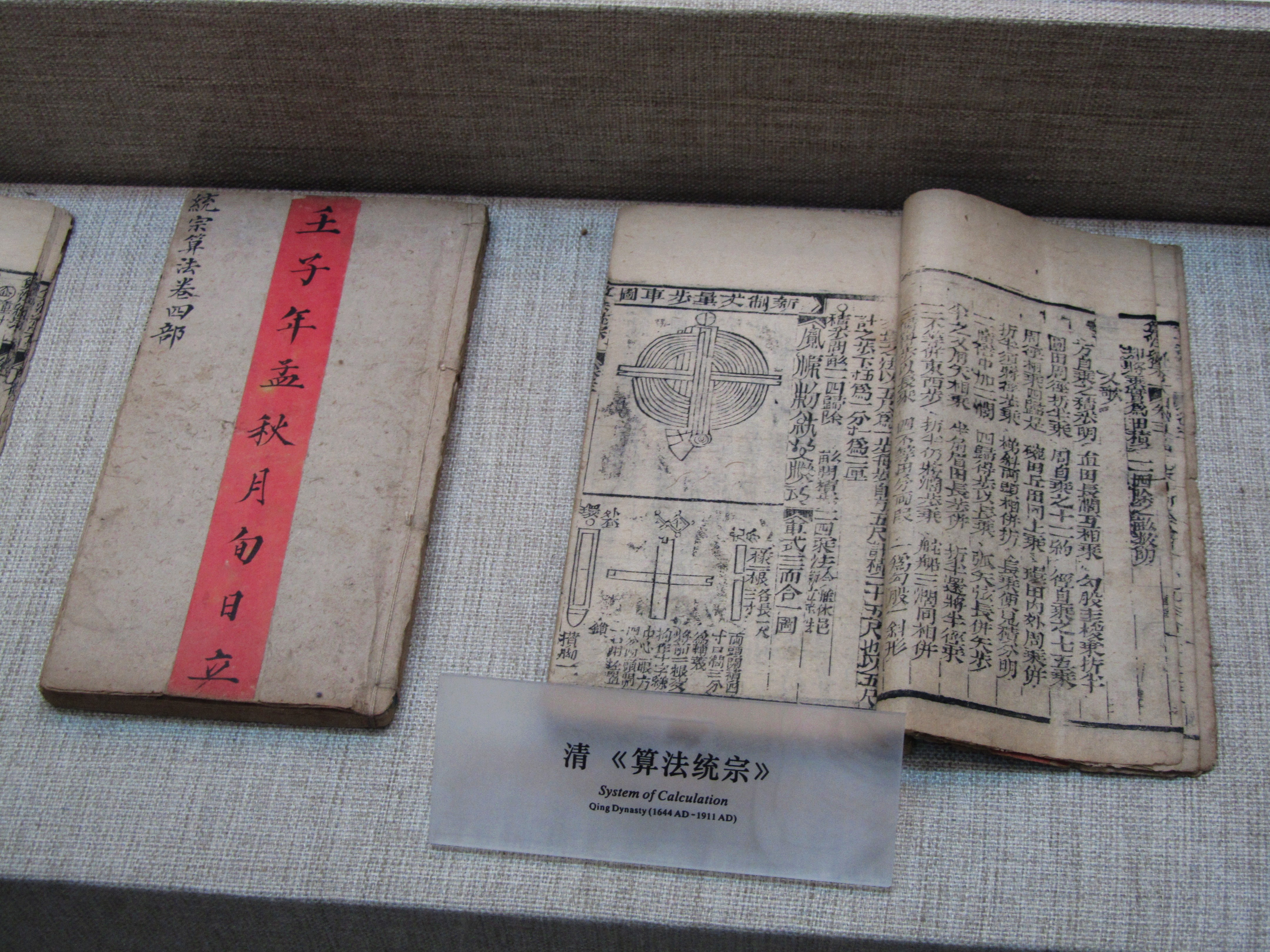
《算法统宗》清代刻本，黄山市屯溪区博物馆藏。

《算法統宗》，又名《直指算法統宗》、《新編直指算法統宗》，明代數學家程大位撰，凡17卷。
1592年編成《算法統宗》共列算題595道，以珠算為主要的計算工具，卷一介绍数学常识，卷二介绍珠算，卷三以後分別為方田、粟布、衰分、少广、分田截积、商功、均输、盈亏、方程、勾等，第十七卷附以难题杂法，又列有14个纵横图。意大利有一種格子乘法，傳入中國後，在《算法統宗》稱“鋪地錦”。後又取精華部份，另編成《演算法纂要》4卷，於1598年刊行。日本人毛利重能将《演算法统宗》译成日文。

## 书影
- 目录
- 程大位像
- 程大位幻圆（下同）
- 程大位幻方（下同）